# Manuel Siurot
Manuel Siurot Rodríguez (La Palma del Condado, Huelva, 1872 - Sevilla, 1940), fue un abogado, juez y magistrado suplente, además de político comprometido con la lucha por la igualdad social. Destacó como pedagogo por su dedicación a la educación de niños desfavorecidos y fue fundador, junto a San Manuel González, de las Escuelas del Sagrado Corazón de Jesús en Huelva, actualmente renombradas como Fundación Diocesana de Enseñanza Manuel Siurot.

## Datos biográficos
Manuel Siurot Rodríguez nace en La Palma del Condado, provincia de Huelva (Andalucía) el 1 de diciembre de 1872, hijo de José Siurot Ruiz y de Lutgarda Rodríguez Caro.
En 1881, cuando contaba 9 años de edad, se traslada con su familia a Gibraleón (Huelva), donde vivió más de 5 años. A principios de 1887 se traslada a la ciudad de Huelva. En esta ciudad cursó los estudios de bachillerato que culminó a los 19 años con la máxima calificación. 
En 1892 se matricula en el curso preparatorio de derecho de la Universidad Literaria de Sevilla, ciudad en la que reside durante los tres primeros cursos de licenciatura, acabando los dos últimos cursos de esta desde Huelva, y licenciándose con un sobresaliente en el ejercicio del Grado de Licenciado. 
En 1901 contrajo matrimonio con Manuela Mora Claros, con quien tuvo a su única hija Antonia. Ejerció durante más de 10 años como abogado en Huelva hasta que, a principios de 1908, decidió cambiar su profesión por la de maestro de niños pobres, colaborando plenamente en las recién inauguradas Escuelas del Sagrado Corazón de Jesús (que siguen vigentes hoy en día en Huelva incluso con un monumento), fundadas por san Manuel González García. 
A partir de 1916, tras la marcha del fundador González García a Málaga, Manuel Siurot asume la plena responsabilidad de las Escuelas del Sagrado Corazón, manteniéndolas en funcionamiento hasta su fallecimiento. 
Fue uno de los firmantes del manifiesto fundacional del Grupo de la Democracia Cristiana.
En 1919 funda el Internado Gratuito de Maestros, en el que hasta 1934 se impartió la enseñanza de magisterio a jóvenes sin recursos, dándoles una formación completa que propiciara la renovación de las enseñanzas escolares.
Manuel Siurot no fue maestro de escuela sino, entre otras muchas cosas, abogado, magistrado suplente, diputado de la Asamblea Nacional, embajador extraordinario en misiones hispanoamericanas, escritor y periodista con infinidad de artículos publicados en los diarios de Sevilla, Huelva, etc., obtendría el Premio Mariano de Cavia en 1926 por su artículo “El triunfo de las carabelas”. Abandonó su carrera jurídica y política para dedicarse a la gran obra social de la educación de los niños pobres.
Militante del Partido Conservador, ejerció de concejal del Ayuntamiento de Huelva.
En 1927 es nombrado miembro de la Asamblea Nacional, haciendo gala de una absoluta neutralidad política.
Falleció en Sevilla, el 27 de febrero de 1940. 
En la actualidad está enterrado en la Capilla Bautismal de la Iglesia parroquial de La Palma del Condado. 
Tiene calles con su nombre en La Palma del Condado, Sevilla, Huelva, Isla Cristina (ver Paseo de los Reyes) y otros municipios de la zona. Numerosos colegios de las provincias de Huelva y Sevilla llevan su nombre.

## Obras

### De contenido pedagógico
Cada Maestrito...(1912)
Cosas de niños (1913)
Luz de las cumbres y resplandores de la Cruz (1923)
Filosofía en gotas (1935)

### Generales
La romería del Rocío (1918)
La emoción de España (1923)
Sal y Sol (1924)
Mi relicario de Italia (1916)
La obra maestra de España (1931)
España, Las Castillas
La nueva emoción de España (1937)
Mis charlas ante el micrófono del General (1937)
Au Coeur de l'Espagne (1927)

### Artículos periodísticos
Aparte de su permanente colaboración en las revistas El Granito de Arena y Cada Maestrito, que él fundara en 1918, publicó numerosos artículos periodísticos en los diarios El Correo de Andalucía y ABC, recibiendo en 1926 el premio Mariano de Cavia.